# Ceryx sargania
Ceryx sargania là một loài bướm đêm thuộc phân họ Arctiinae, họ Erebidae.